# Tifina
La Tifina (in russo Тифина?), o Tichvinka, è un fiume della Russia europea, affluente di destra della Volčina (bacino idrografico del Volga). Scorre nell'oblast' di Tver'.
La fonte si trova in una palude nell'angolo sud-ovest del distretto Bežeckij, poi entra nel distretto Maksatichinskij. Nel corso superiore il fiume è tradizionalmente chiamato Tichvinka, nel corso inferiore Tifina. La sua lunghezza è di 128 km, l'area del bacino è di 1180 km². Sfocia nella Volčina a 14 km dalla foce, a sud-ovest di Maksaticha. 